# Santa Cecília FM
Santa Cecília FM é uma emissora de rádio da Região Metropolitana da Baixada Santista que opera na frequência de 107.7 MHz, pertencente ao Sistema Santa Cecília de Comunicação, afiliado à Universidade Santa Cecília e está localizada na cidade de Santos. Também faz parte do grupo a Santa Cecília TV e o Santaportal, portal de notícias do Grupo.

## História
Fundada em 26 de janeiro de 1999, conta desde o início com uma programação com sucessos de ontem e de hoje, com diferentes artistas, como Tina Turner, Elton John, Maroon 5, Lady Gaga, The Beatles, Colbie Caillat, Jason Mraz, Nickelback, Lily Allen, Madonna, Abba e outros. Possui espaço também às transmissões esportivas, transmitindo jogos do Santos e da Portuguesa com a Equipe Futebol Total.

## Equipe Futebol Total

### Narradores
- Nivaldo Oliveira
- Valdir Peixoto

### Comentaristas
- Bruno Mota
- Adolfo Coutinho

### Repórteres
- André Filho
- William Terra
- Flávio Freitas
- Helio Motta

### Plantão
- Alfredo Maciel (também diretor da equipe)
- Paulo Antum

### Operação de Áudio
- Fernando Farcó
- João Zenatti